# J리그 디비전 2 2011
J2리그 2011은 J2리그의 13번째 시즌이다. 3월 3일 개막해서 12월 5일 막을 내릴 예정이다. 1라운드를 마친 후 동일본 대지진으로 인해 리그 일정이 전면 중단되었다가 4월 23일 8라운드 경기부터 재개된다. 취소된 2~7라운드의 경기는 6월~10월의 평일에 열렸다.

## 참가 팀
아래 20개의 클럽이 J2리그 2011 시즌에 참가한다. FC 도쿄, 교토 상가 FC, 쇼난 벨마레가 지난 시즌 J1리그에서 강등된 팀이며, 가이나레 돗토리가 지난 시즌 JFL에서 승격된 팀이다. 도쿄 베르디 1969의 J2리그 잔류와 FC 도쿄의 J1리그 강등으로 인해 아지노모토 더비가 성사되었다. 한편, 지난 시즌에는 가시와 레이솔과 제프 유나이티드 이치하라 지바가 지바 더비를 이루고 있었으나 가시와 레이솔이 홀로 J1리그로 승격하면서 막을 내렸다. 또한, 반포레 고후와 아비스파 후쿠오카도 J1리그로 승격하였다.
- 가이나레 돗토리
- 교토 상가 FC
- 기라반츠 기타큐슈
- 도치기 SC
- 도쿄 베르디 1969
- 도쿠시마 보르티스
- 로아소 구마모토
- 미토 홀리호크
- 사간 도스
- 쇼난 벨마레
- 에히메 FC
- 오이타 트리니타
- 요코하마 FC
- 더스파구사쓰 군마
- 제프 유나이티드 이치하라 지바
- 카탈레 도야마
- 콘사도레 삿포로
- 파지아노 오카야마 FC
- FC 기후
- FC 도쿄

## 순위
| 순위 | 팀                           | 경기 | 승 | 무 | 패 | 득 | 실 | 차  | 승점 | 참가 자격 및 강등  |
| ---- | ---------------------------- | ---- | -- | -- | -- | -- | -- | --- | ---- | ------------------ |
| 1    | FC 도쿄 (C) (P)              | 38   | 23 | 8  | 7  | 67 | 22 | +45 | 77   | J1리그 2012로 승격 |
| 2    | 사간 도스 (P)                | 38   | 19 | 12 | 7  | 68 | 34 | +34 | 69   | J1리그 2012로 승격 |
| 3    | 홋카이도 콘사돌레 삿포로 (P) | 38   | 21 | 5  | 12 | 49 | 32 | +17 | 68   | J1리그 2012로 승격 |
| 5    | 도쿄 베르디                  | 38   | 16 | 11 | 11 | 69 | 45 | +24 | 59   |                    |
| 6    | 제프 유나이티드              | 38   | 16 | 10 | 12 | 46 | 39 | +7  | 58   |                    |
| 7    | 교토 상가                    | 38   | 17 | 7  | 14 | 50 | 45 | +5  | 58   |                    |
| 8    | 기라반츠 기타큐슈            | 38   | 16 | 10 | 12 | 45 | 46 | -1  | 58   |                    |
| 9    | 더스파구사쓰 군마            | 38   | 16 | 9  | 13 | 51 | 51 | 0   | 57   |                    |
| 10   | 도치기 SC                    | 38   | 15 | 11 | 12 | 44 | 39 | +5  | 56   |                    |
| 11   | 로아소 구마모토              | 38   | 13 | 12 | 13 | 33 | 44 | -11 | 51   |                    |
| 12   | 오이타 트리니타              | 38   | 12 | 14 | 12 | 42 | 45 | -3  | 50   |                    |
| 13   | 파지아노 오카야마            | 38   | 13 | 9  | 16 | 43 | 58 | -15 | 48   |                    |
| 14   | 쇼난 벨마레                  | 38   | 12 | 10 | 16 | 46 | 48 | -2  | 46   |                    |
| 15   | 에히메 FC                    | 38   | 10 | 14 | 14 | 44 | 54 | -10 | 44   |                    |
| 16   | 카탈레 도야마                | 38   | 11 | 10 | 17 | 36 | 53 | -17 | 43   |                    |
| 17   | 미토 홀리호크                | 38   | 11 | 9  | 18 | 40 | 49 | -9  | 42   |                    |
| 18   | 요코하마 FC                  | 38   | 11 | 8  | 19 | 40 | 54 | -14 | 41   |                    |
| 19   | 가이나레 돗토리              | 38   | 8  | 7  | 23 | 36 | 60 | -24 | 31   |                    |
| 20   | FC 기후                      | 38   | 6  | 6  | 26 | 39 | 83 | -44 | 24   |                    |

- 최종 업데이트 : 2011년 12월 3일

## 득점 순위
| 순위 | 이름          | 클럽                          | 득점 |
| ---- | ------------- | ----------------------------- | ---- |
| 1    | 도요다 요헤이 | 사간 도스                     | 22   |
| 2    | 아베 다쿠마   | 도쿄 베르디 1969              | 16   |
| 3    | 후카이 마사키 | 제프 유나이티드 이치하라 지바 | 13   |
| 4    | 사이토 마나부 | 에히메 FC                     | 12   |
| 5    | 히카르도 로보 | 도치기 SC                     | 11   |

- 최종 업데이트 : 2011년 11월 20일

## 같이 보기
- J1리그 2011